# Louis-Maria de Blignières
Louis-Maria de Blignières, imię świeckie Olivier de Blignières (ur. 11 kwietnia 1949 w Madrycie) – katolicki ksiądz-tradycjonalista, założyciel Bractwa Świętego Wincentego Ferrera.
Po ukończeniu studiów kapłańskich w Bractwie Świętego Piusa X został wyświęcony na kapłana w 1977 przez arcybiskupa Marcela Lefebvre. Po wyświęceniu biskupów przez Towarzystwo Św. Piusa X, w wyniku którego wydano wyroki ekskomuniki na jego kierownictwo, odłączył się od nich.